# 固倫和孝公主
固倫和孝公主（こりんかこうこうしゅ、1775年2月2日 - 1823年10月13日）は、清の乾隆帝の娘。母は惇妃汪氏。嘉慶帝の異母妹。

## 生涯
乾隆帝の第十皇女（末っ子）として生まれる。母の惇妃は30歳、父の乾隆帝は65歳の時の子であるゆえ、乾隆帝に特に可愛がられた。
成長するとともに容姿も性格も乾隆帝似で、また皇女であるが騎射を能くしたため、父帝が「男子であれば、必ずあなたを皇太子とする」と言ったという逸話が伝わる。乾隆帝の寵愛は惇妃になく、また宮女たちへの虐待を行ったことが乾隆帝の激怒を買い、一時に惇嬪に降格されたが、乾隆帝は愛娘に配慮し、間もなく惇嬪が惇妃に再進封ぜられたことから、娘を可愛がっている様子が窺える。
乾隆51年（1786年）に12歳で固倫和孝公主（清の嫡出公主の封爵）に封ぜられた。乾隆帝の寵臣ヘシェン（和珅）の子、同い年で幼馴染みのフェンシェンインデ（豊紳殷徳）に降嫁した。本封のほか銀30万元を加えた。フェンシェンインデとの間には一男を産んだが夭折した。その後、夫との関係は破綻し、公主は心労が絶えなかった。
嘉慶4年1月3日（1799年2月7日）に乾隆太上皇が崩御すると、嘉慶帝は親政をおこない、その際に同年1月11日、ヘシェンを罪20か条を出し弾劾した。ヘシェンには自尽が命ぜられたが、フェンシェンインデには固倫和孝公主が降嫁していたために、族滅は免れた。しかしフェンシェンインデは感謝するどころか、喪中も妾を連れて酒色に溺れ、公主を見返ることはなくなった。そのフェンシェンインデも、公主に先立って36歳で死去する。
道光3年（1823年）、49歳を一期に不幸な一生を終えた。道光帝は自ら霊前に拝礼した。
本来は嫡出公主に与えられる「固倫」を封号として、あたかも嫡出を凌駕したように庶民の伝説で囁かれたが、本当の嫡出である和敬公主と比べれば、封戸・封賞ともに劣ったのが事実であった。